# Cal Miró (Nalec)
Cal Miró és una obra de Nalec (Urgell) protegida com a Bé Cultural d'Interès Local.

## Descripció
Can Miró es troba integrat dins del nucli històric de Nalec. L'edifici consta de dues parts que correspondrien a dues èpoques constructives diferents. Consta de dues portes d'accés des del carrer Basa: la porta adovellada i una altra que podria haver donat accés a les quadres. Existència de llindes de pedra amb inscripcions a dues finestres de la primera planta: a la part més propera a la plaça Major trobem la data 1671 i la data 1786 a la finestra situada en l'altra part de l'edifici. En la unió dels dos cossos i situat al capdamunt de la façana, trobem un capitell de pedra esculpit amb un escut caironat amb la representació d'un castell amb tres torres i un altre amb una mà i una flor. El ràfec i la teulada unifiquen els dos cossos. Consta de planta baixa, dues plantes pis i golfes amb una superfície construïda total de 806 m². L'estructura de l'edifici és de murs de càrrega gruixuts, bigues de fusta i revoltons de guix en l'entrebigat. La coberta és de teula àrab amb el carener paral·lel a la façana.
La façana principal és la del carrer bassa. Està feta de carreus de pedra ben tallada a les obertures i pedra més petita i irregular a la resta. Està revestida amb morter de calç, avui desaparegut en gran part. Hi predomina el ple sobre el buit i només sobresurten del pla de façana: els ampits motllurats de pedra i la barbacana de la coberta feta de maó de pla i dues teules volades.
A cada planta pis trobem quatre finestres alineades verticalment, totes amb llinda, les del primer pis de majors dimensions. Destaca per damunt de tot la porta adovellada d'arc de mig punt, en la qual es poden veure la marques de picapedrer.
La façana posterior que dona al pati està conformada per diversos volums de diferent alçada que possiblement es van anar afegint al llarg del temps segons les necessitats. A la planta sota coberta trobem grans obertures, orientades a sud, que correspondrien a assecadors. És notable l'obertura en arc de mig punt del volum sud-est; així com les mènsules de pedra que sustenten el balcó de la segona planta.
El conjunt consta de dos patis. El pati lateral situat a la cantonada del carrer Major, plaça Major i carrer Bassa. I el pati posterior que limita amb la façana sud-oest de cal Miró així com amb les façanes d'altres edificacions.